# Московска конференция (1943)
Вижте пояснителната страница за други значения на Московска конференция.
Московската конференция през 1943 година е геополитически форум с участието на министрите на външните работи на СССР, САЩ и Великобритания. Провежда се в Москва между 19 и 30 октомври 1943 г. .
На конференцията са разгледани следните по-съществени въпроси: :
1. Съкращаване времето за успешното приключване на световната война срещу Германия и нейните съюзници в Европа. По-този въпрос, като главно мероприятие, се счита поетия твърд англо-американски ангажимент за откриването на втори фронт в Европа – в Северна Франция. В замяна присъединяването на СССР към формулата на безусловната капитулация, САЩ и Великобритания се съгласяват да фиксират и срок за откриването на този втори фронт – есента на 1944 г., при наличието на благоприятни метереологични условия за това в района на Ла Манша, както и при значително съкращаване на германските военновъздушни сили в Северозападна Европа. [1].
2. На Московската конференция е приет важен документ – т.нар. Московска декларация, според който СССР декларативно се присъединява към т.нар. безусловна капитулация на Германия и нейните съюзници в Европа.
3. Третият съществен въпрос решен на тази Московска конференция е този за необходимостта от поствоенно сътрудничество между страните, с оглед на това в Европа да се установи политическа, икономическа и социална сигурност в интерес на уговарящите се.

На практика, в резултат от стиковката и решенията ѝ, са проведени и трите последвали съюзнически срещи на върха:
1. Техеранска конференция;
2. Ялтенска конференция;
3. Потсдамска конференция.[4].